# История почты и почтовых марок Пруссии
История почты и почтовых марок Пруссии включает в себя период существования независимого прусского государства (до конца 1867 года) и выпуска им собственных почтовых марок.

## Развитие почты
Курьерская служба в маркграфстве Бранденбург существовала ещё до 1550 года. 21 апреля 1646 года бранденбургский курфюрст Фридрих Вильгельм I издал предписание, согласно которому частная почта могла отправляться с помощью официальной почтовой службы. Это было рождение Бранденбургской государственной почты.
Дальнейшее расширение почты происходило непрерывно. Уже в 1654 году открылась почтовая экспедиция в Гамбурге, а в 1682 году почтовое отделение в Бремене. С 1713 по 1817 год Пруссия завладела монополией на осуществление почтовых операций в Ангальт-Бернбурге, Альштедте, Шварцбург-Рудольштадте, Шварцбург-Зондерсгаузене, Ангальт-Дессау и Ангальт-Кётене.
Территория Королевства Пруссия и территория, обслуживаемая прусской почтовой службой не совпадали. Такое положение сохранялось вплоть до ликвидации прусской почты 31 декабря 1867 года. К моменту введения прусских почтовых марок 15 ноября 1850 года Прусская почтовая область охватывала следующие территории:
- королевство Пруссия без княжеств Гогенцоллерн-Хехинген и Гогенцоллерн-Зигмаринген;
- ольденбургское княжество Биркенфельд;
- герцогства Ангальт-Бернбург, Ангальт-Кётен и Ангальт-Дессау;
- княжество Вальдек-Пирмонт;
- веймарский анклав Альштедт;
- имперские княжества Шварцбург-Рудольштадт и Шварцбург-Зондерхаузен;
- собственные почтовые отделения прусской почты имелись в ганзейских городах Бремене и Гамбурге, почтовое агентство в Любеке; передвижные почты существовали в Нидерландах, а с 1851 года в Люксембурге[1][2].

В 1850 году в Пруссии был 1721 почтамт.
Позднее в почтовую систему Пруссии были включены:
- 1 января 1866 года — Герцогство Лауэнбург;
- 1 октября 1866 года — бывшее королевство Ганновер и небольшая часть Баварии с 9 почтовыми округами;
- 1 января 1867 года — герцогства Шлезвиг и Гольштейн;
- 1 июля 1867 года — бывшая почтовая область Турн-и-Таксис[1][2].

1 июля 1850 года по инициативе Пруссии был создан Австро-Германский почтовый союз для упрощённого обмена почтовой корреспонденцией между Австрийской империей и немецкими государствами, который просуществовал до 31 декабря 1867 года.
31 декабря 1867 года, в связи с вхождением Пруссии в Северогерманский союз, прусская почта официально прекратила своё существование, к этому времени на её территории существовали 3862 почтовых учреждения.

## Выпуски почтовых марок
Указом короля Фридриха Вильгельма IV от 21 декабря 1849 года были введены новые правила для почтовой службы, в соответствии с которыми тарифы на письма весом менее 1 лота были установлены следующим образом:
- до 10 немецких миль — 1 зильбергрош[нем.];
- от 10 до 20 немецких миль — 2 зильбергроша;
- свыше 20 немецких миль — 3 зильбергроша.

Более тяжёлые письма оплачивались согласно весу. Сбор за заказную корреспонденцию был установлен в 2 зильбергроша, комиссия за бандероли и денежные переводы составляла ½ зильбергроша. 30 октября 1850 года Министерство торговли и промышленности Пруссии выпустило официальный циркуляр, в котором сообщалось о выпуске в Пруссии почтовых марок.
Первая серия прусских почтовых марок вышла 15 ноября 1850 года. Она состояла из четырёх миниатюр номиналами 6 пфеннигов, 1, 2 и 3 зильбергроша. Марка номиналом 6 пфеннигов использовалась в основном для оплаты доставки писем. Этот тариф был установлен в ½ зильбергроша (6 пфеннигов) для населённых пунктов, где имелось почтовое отделение и в 1 зильбергрош для остальных населённых пунктов. На всех четырёх марках был изображён профильный портрет короля Фридриха Вильгельма IV, обращённый вправо. Портрет был заключён в прямоугольную рамку с надписью сверху нем. «FREIMARKE» и с обозначением номинала словами в нижней части. По бокам рамка была заполнена орнаментом из дубовых листьев, в верхних углах располагались маленькие кресты, в нижних — цифры номинала. Автором эскиза был берлинский гравёр Эдуард Айхен.
Первая серия была дополнена 1 мая 1856 года маркой номиналом 4 пфеннига. Этот тариф был установлен приказом Министерства от 11 апреля 1856 года за пересылку печатных изданий в открытых бандеролях.
Марки с портретом Фридриха Вильгельма IV издавались до 1859 года. В октябре 1861 года, после вступления на престол короля Вильгельма I, была выпущена новая серия марок с изображением герба Пруссии.
До 1866 года за пересылку посылок, денежных переводов и ценных писем прусская почта взимала оплату наличными. В декабре 1866 года были выпущены марки номиналами 10 и 30 зильбергрошей, которые не предназначались для продажи, но должны были наклеиваться почтовыми служащими на указанные почтовые отправления. Эти марки отличались по оформлению от всех других марок Пруссии. На миниатюре в 10 зильбергрошей в центре была помещена большая цифра «10» в окаймлении овальной полоски с надписью в верхней части «PREUSSEN» и «SILB. GR.» — в нижней; между этими надписями справа и слева были помещены четырнадцать небольших прусских орлов. Фон марки состоял из повторяющихся слов «ZEHN SILBERGROSCHEN» очень маленького размера. На миниатюре в 30 зильбергрошей в центре была изображена цифра «30» в прямоугольной рамке с надписями аналогичными предыдущей марке, между которыми были помещены по 10 ½ прусских орла. Фон марки состоял из слов «DREISSIG SILBERGROSCHEN». Эскизы этих миниатюр были выполнены гравёром Шиллингом. В отличие от остальных марок Пруссии марки для служебного пользования изъяли из обращения 28 февраля 1869 года.
В июле 1867 года вышла серия марок пяти номиналов в крейцерах. Они предназначались для использования в государствах, которые ранее обслуживались почтовой администрацией Турн-и-Таксис. Это были последние марки Пруссии.
Прусская почта для оплаты почтовых отправлений официально допускала использование вырезок из цельных вещей.
С 1 января 1868 года на территории Пруссии в обращение поступили марки Северо-Германского почтового округа. Всего прусской почтой было выпущено 26 почтовых марок.